# Bertrand François Mahé de La Bourdonnais

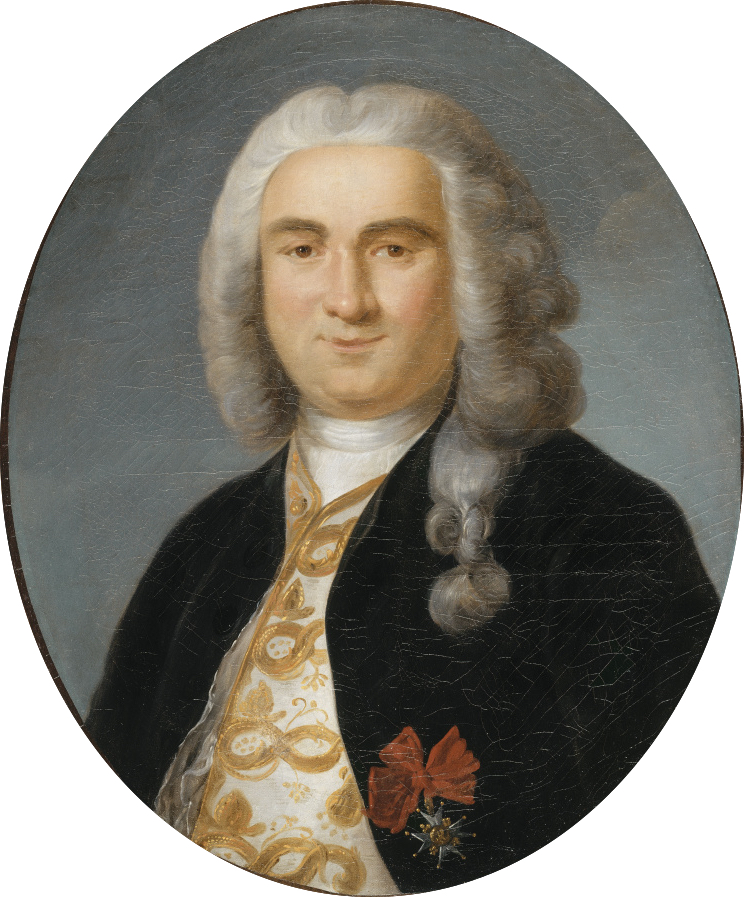
Mahé de La Bourdonnais.

Bertrand François Mahé de La Bourdonnais, född 11 februari 1699, död 9 september 1753, var en fransk sjömilitär.
La Bourdonnais blev 1733 generalguvernör över Ile de France och Île Bourbon (Réunion) och erhöll 1740 överbefälet över de franska sjöstridskrifaterna i de indiska farvattnen. Som en följd av den av generalguvernören Joseph François Dupleix igångsatta offensiven mot det begynnande brittiska väldet i Sydindien intog La Bourdonnais 1746 Madras men återlämnade staden till britterna mot en lösen av 9, 5 miljoner francs. Dupleix vägrade dock godkänna denna åtgärd. La Bourdonnais hemsändes och måste tillbringa åren 1748-51 i bastiljen. Han frikändes 1752.